# Fliegerhorst Erding

i7
i11
i13
Der Fliegerhorst Erding (ICAO-Code: ETSE) war ein Militärflugplatz der Luftwaffe nordöstlich von Erding im Raum München. Der Flugbetrieb wurde 2014 eingestellt. Der Fliegerhorst wurde Ende 2015 militärisch entwidmet und damit geschlossen. Seitdem wird das ehemalige Fluggelände vom Fliegerclub Erding über eine Außenlandegenehmigung genutzt. Heute ist dort das Instandsetzungszentrum 11 stationiert, welches dem Waffensystemunterstützungszentrum 1 untersteht. Am Rande des Fliegerhorstgeländes betreibt die Firma IABG seit 2011 dynamische Tests von Airbus-A350-Bauteilen. Von 2015 bis 2022 war auf dem Gelände eine Flüchtlingsunterkunft für Asylbewerber untergebracht.

## Geschichte

### Zeit des Nationalsozialismus

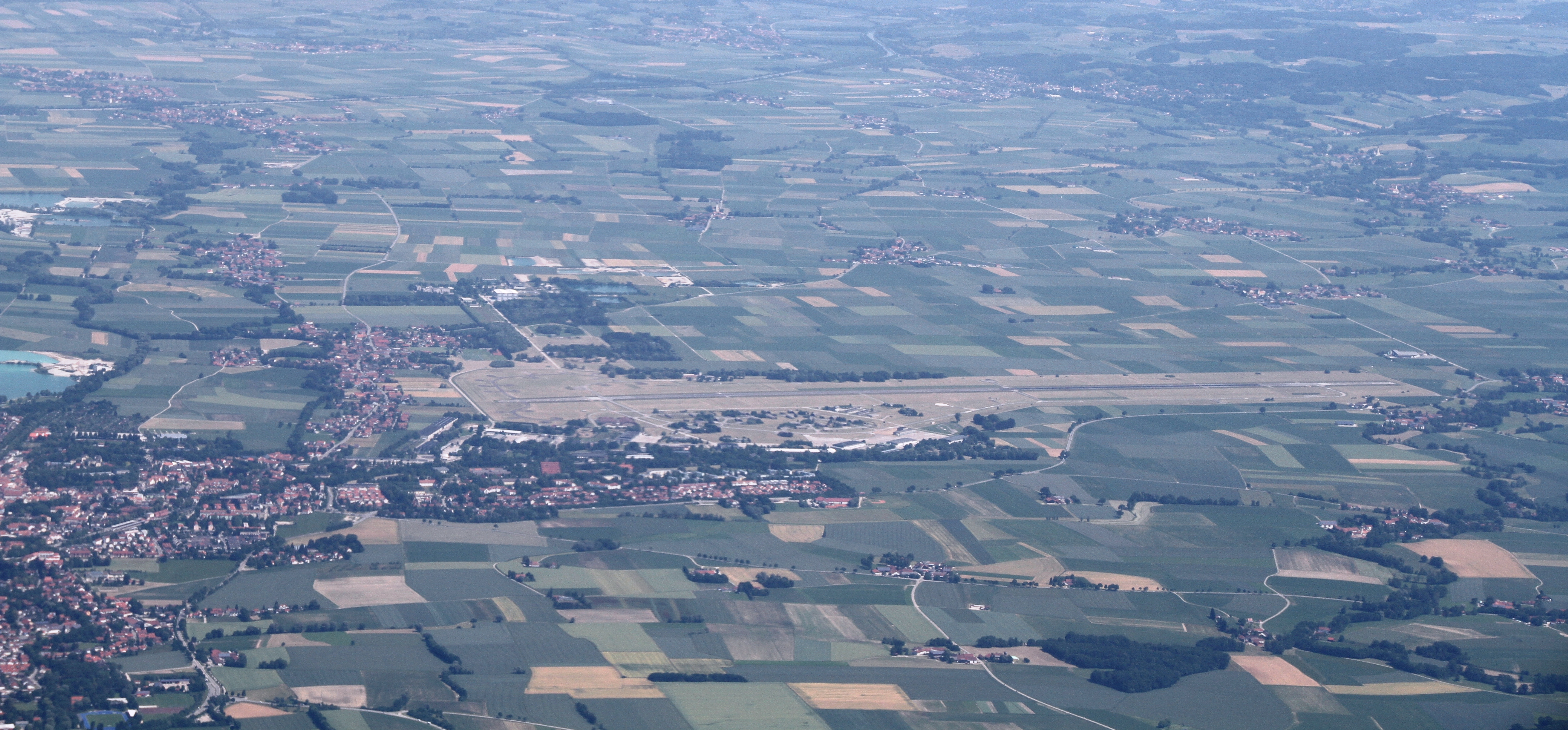
Luftbild des Fliegerhorsts

Der Fliegerhorst wurde 1935 von der Luftwaffe der damaligen Wehrmacht errichtet. In der weiteren Folge lagen hier ab 1941 verschiedene fliegende Überführungseinheiten, wie die Überführungsstelle Erding, das Überführungskommando Luftzeuggruppe 3, die Gruppe Süd/Flugzeugüberführungsgeschwader 1 und die Flugzeugschleuse Luftflottenkommando 2. Von April bis Dezember 1944 war die 10. (Ergänzungs-)Staffel des Kampfgeschwaders 51 hier stationiert. Erst im April 1945 kam mit der III./KG(J) 54 eine aktive fliegende Einheit auf den Platz, die von hier aus mit ihren Messerschmitt Me 262 startete.

### Nutzung durch die United States Air Force
Nach dem Zweiten Weltkrieg besetzte und nutzte die US-Luftwaffe den Advanced Landing Ground ALG R-91, so die damalige alliierte Bezeichnung. Seit Juli 1949 war das 7200th Air Force Depot Wing auf dem Fliegerhorst stationiert. Von Erding aus starteten Flugzeuge der Alliierten zu Versorgungsflügen im Rahmen der Berliner Luftbrücke; aus diesem Grund stieg die Zahl der Beschäftigten in dieser Zeit auf 7512, 2704 davon waren Soldaten. Von März bis Dezember 1955 wurde die Start- und Landebahn auf 30 Meter verbreitert und auf 2450 Meter verlängert. Von Februar 1956 bis Dezember 1959 war ein Teil der 440th Fighter Interceptor Squadron aus Ramstein mit North American F-86D in Erding stationiert und von April 1971 bis August 1972 die 52nd Tactical Fighter Group mit Convair F-102A Delta Dagger.

### Nutzung durch die Bundeswehr

#### 1955–1968
Nach der Aufstellung der Bundeswehr ab 1955 begann man im November desselben Jahres mit der Vorbereitung zur Schaffung einer Versorgungsinfrastruktur für die Luftwaffe. Entsprechende sogenannte Vorbereitungsstellen für Material, Materialübernahme (von der Industrie) und Nachschub wurden dazu in Erding aufgestellt, am 4. April 1956 trafen zum ersten Mal deutsche Soldaten unter dem Kommando von Oberst Victor von Loßberg auf dem Fliegerhorst ein und wurden von den amerikanischen Soldaten eingewiesen. Am 1. Juni 1956 wurde das Materialkommando der Luftwaffe auf dem Fliegerhorst aufgestellt, die Vorbereitungsstelle für Material wurde mit dem gleichen Befehl aufgelöst. Im September 1956 folgte die Aufstellung des Luftwaffenversorgungsregimentes 1.
Am 14. Dezember 1957 wurde die gesamte Anlage an die neugegründete Luftwaffe der Bundeswehr übergeben, dazu waren der Verteidigungsminister Franz Josef Strauß, der Botschafter der USA in Deutschland, David K. E. Bruce, und der Inspekteur der Luftwaffe, Josef Kammhuber, angereist. Schon im Juni 1957 war mit einer Nord Noratlas das erste Flugzeug zur Instandsetzung in Erding eingetroffen.
Bereits 1959 wurde das Luftwaffenversorgungsregiment 1 in Luftwaffenparkregiment umbenannt und führte Instandsetzungsarbeiten durch, die vergleichbar der Instandsetzung durch den Flugzeughersteller war. Dazu bestanden unterhalb der Regimentsebene fünf Staffeln mit spezialisierten Aufträgen, etwa zur Instandsetzung von Flugzeugzellen, Avionik und Waffen.
Nachdem 1960 die Entscheidung bei der Beschaffung eines neuen Kampfflugzeuges auf die Lockheed F-104 „Starfighter“ gefallen war, begann man in Erding im gleichen Jahr mit der Schaffung einer entsprechenden Infrastruktur zur Instandsetzung der Maschine, unter anderem wurde ein Prüfstand für das J79-Triebwerk neu geschaffen.
1962 wurden 193 Flugzeuge instand gesetzt und 796 Triebwerke überholt. 1968 wurde das Regiment in Luftwaffenversorgungsbereich 1 umbenannt.

#### 1968–1980
In die späten 1960er Jahre fielen die ersten Diskussionen um die Schaffung eines neuen Münchner Flughafens, da der Flughafen München-Riem aufgrund seiner Nähe zur Innenstadt nicht weiter ausgebaut werden konnte und man den Flugbetrieb auch aus Sicherheitsgründen außerhalb der Stadt verlagern wollte. 1967 wurde dazu das Raumordnungsverfahren gestartet, das Bundesverteidigungsministerium sagte bereits damals zu, den Flugbetrieb einzuschränken oder ganz einzustellen, wenn im Bereich Erding ein neuer Verkehrsflughafen gebaut würde. Ein Umbau Erdings zum Verkehrsflughafen wurde nicht ernsthaft geprüft. 1968 fiel die grundsätzliche Entscheidung, den neuen Flughafen im Erdinger Moos zu bauen.
Am 12. Februar 1969 stürzte eine Noratlas des Lufttransportgeschwaders 61 nach dem Start in Emling bei Erding auf ein Wohnhaus, zehn Soldaten und ein zweijähriges Kind, das sich im Haus aufhielt, wurden dabei getötet. Die Trauerfeier fand drei Tage später in einer Halle des Fliegerhorstes statt.
Von Juni 1970 bis April 1971 wurde der Flugbetrieb aufgrund von Bauarbeiten vorübergehend eingestellt, ein Jahr später unterstützte Personal des Bereichs die Olympischen Sommerspiele in München. Am 1. Oktober 1973 wurde der Luftwaffenversorgungsbereich 1 umgegliedert und wieder in Luftwaffenversorgungsregiment 1 umbenannt. Unterstellt waren dem Regiment damit fünf Werften, vier davon (die Luftwaffenwerften 11, 12, 14 und 16) waren in Erding stationiert, die „Feldwerft F-104“ in Manching. 1973 führte zudem das Jagdbombergeschwader 33 aus Büchel in der Eifel seinen Flugbetrieb von Erding aus durch, während auf dem eigenen Flugplatz die Start- und Landebahn erneuert wurde.
Am 6. Mai 1978 wurde durch das Regiment ein Flugtag veranstaltet, 1979 verlegte die 179th Tactical Reconnaissance Squadron aus Duluth in Minnesota für drei Wochen mit acht McDonnell RF-4C Phantom auf den Fliegerhorst.

#### 1980–1990
Die 1980er Jahre sahen eine erneute Umgliederung, bedingt auch durch die bevorstehende Einführung des Jagdbombers Panavia Tornado in die Bundeswehr. Dazu wurde zum 1. Oktober 1980 die Luftwaffenwerft 11 aufgelöst und die Technische Gruppe 11, auf Bataillonsebene, aufgestellt. Die Gruppe übernahm jeden Tornado vom Hersteller und rüstete ihn mit den Außenlastträgern und anderen, nationsspezifischen Ausrüstungsteilen aus, danach wurden die Maschinen in die Verbände überführt. Am 9. November 1981 wurde der erste Tornado für diese Arbeiten von Ingolstadt/Manching nach Erding geflogen.
Ende der 1980er Jahre wurden die bei den Verbänden ausgemusterten Starfighter nach Erding überführt und teilweise an andere Nationen wie z. B. die Türkei abgegeben. Ab 1988 erwog das Verteidigungsministerium, eine Staffel mit dem Waffensystem Tornado als Teil des Jagdbombergeschwaders 39 auf dem Fliegerhorst zu stationieren, wogegen sich in der Bevölkerung Widerstand formierte. Im Februar 1989 fiel die Entscheidung, diese Stationierung nicht durchzuführen, das Geschwader wurde nie aufgestellt.

#### 1990–2001
Aufgrund der Wiedervereinigung und der im Anschluss beschlossenen Reform der Bundeswehr wurde auch das Luftwaffenversorgungsregiment 1 erneut umgegliedert und gab unter anderem die Luftwaffenwerft 12 nach Leipheim ab. Die Anzahl der Beschäftigten auf dem Fliegerhorst reduzierte sich bereits 1992 auf 2800 von vormals 3700 Mitarbeitern.
In den frühen 1990er Jahren wurde der aktive Flugbetrieb, auch wegen der unmittelbaren Nähe zum Münchener Flughafen „Franz Josef Strauß“, eingestellt. Bereits seit den späten 1980er Jahren fanden keine Tiefflüge über Erding und den benachbarten Landkreisen mehr statt.

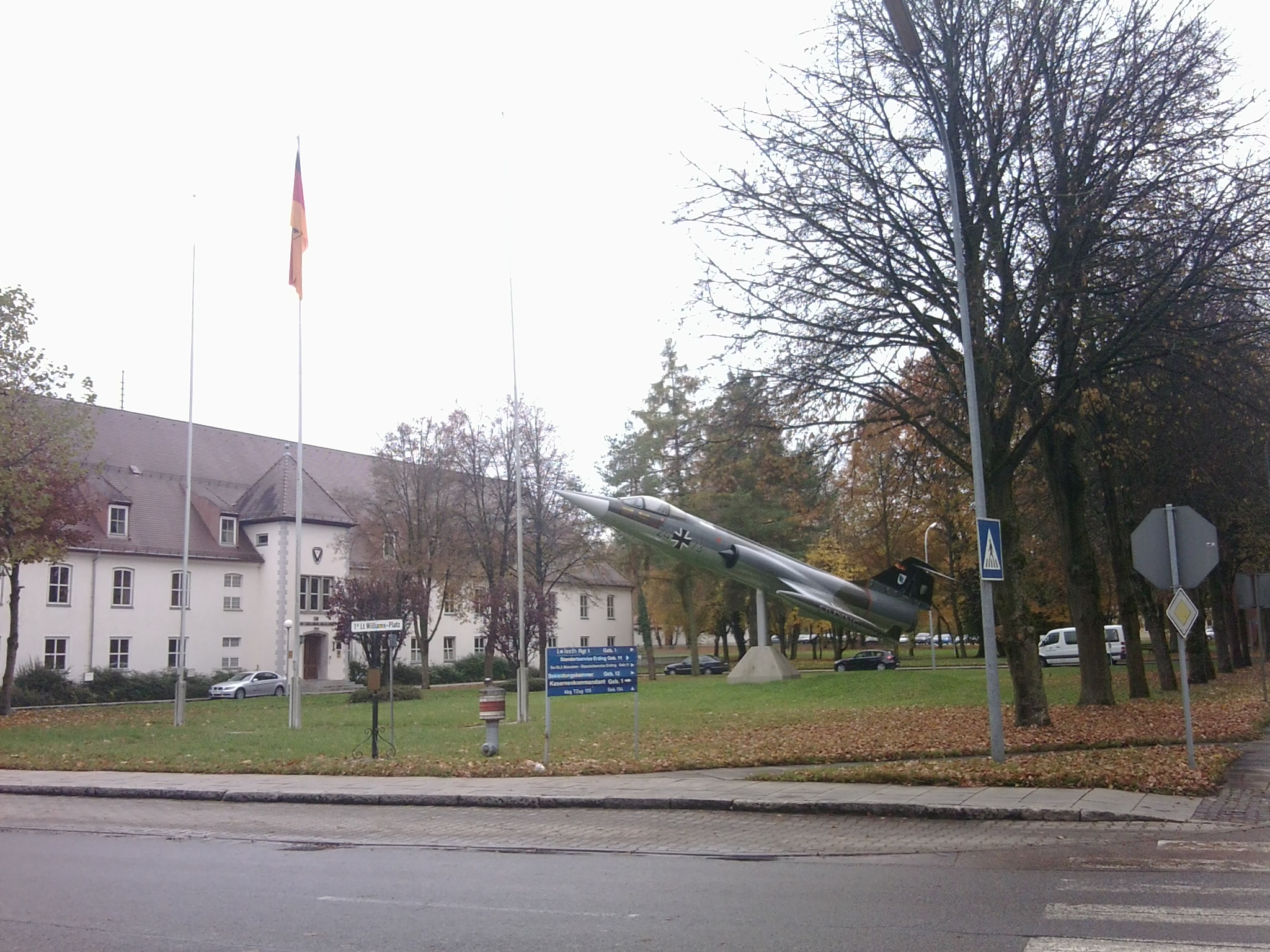
Lockheed F-104 (Starfighter) früher ausgestellt vor dem Fliegerhorst, zwischenzeitlich demontiert, neu lackiert und im WIWeB (nicht öffentlich) erneut aufgestellt.

#### 2001–2010
Anfang des 21. Jahrhunderts wurde die Luftwaffenstruktur 5 beschlossen, im Rahmen derer das Luftwaffeninstandhaltungsregiment 1 zum 1. Juli 2002 geschaffen wurde; zudem ging diese Struktur ab 2004 nahtlos in die Luftwaffenstruktur 6 über. Die vormals sechs Versorgungsregimenter wurden in zwei Instandhaltungsregimenter und das Waffensystemunterstützungszentrum in Igling bei Landsberg überführt. Das Regiment in Erding übernahm teilweise die Aufgaben der aufgelösten Verbände, gab aber andere Arbeiten wie die Triebwerkinstandsetzung für das RB199 des Tornado 2006 an den Hersteller MTU ab.

#### Ab 2010
Aus dem Luftwaffeninstandhaltungsregiment 1 wurde zum 1. Januar 2013 das Waffensystemunterstützungszentrum 1, das 2018 nach Manching verlegt wurde. Seither ist das Instandsetzungszentrum 11 der verbleibende Hauptnutzer. Für 2024 ist die endgültige Schließung des Standortes durch die Bundeswehr geplant. In den 2010er- und 2020er-Jahren wurden PFC-Verunreinigungen aufgrund des Einsatzes von Löschschäumen in der Vergangenheit bekannt.

### Ende des Flugbetriebs
Der Fliegerhorst fungierte zunächst noch weiterhin als Standort des Luftwaffeninstandhaltungsregiments 1 und Instandsetzungs-Flugplatz für die Maschinen der deutschen Luftwaffe, vorwiegend Panavia Tornados. Testflüge wurden nach wie vor absolviert. Der letzte instandgesetzte Tornado verließ Erding am 16. September 2014. Hiermit endete auch der Jetflugbetrieb in Erding. Der sogenannte „Fly-out“ wurde unter Teilnahme verschiedener Gastflugzeuge mit einem Familientag begangen.
Seither wird in Erding nur noch die Instandsetzung von Geräten durchgeführt.

### Flugtage
Während der aktiven Zeit der deutschen Luftwaffe am Fliegerhorst Erding wurden mehrere öffentliche Flugtage im militärischen Rahmen mit Flugvorführungen veranstaltet, zuletzt im Sommer 1986. Seit dem Flugtagunglück von Ramstein 1988 und der Einstellung des militärischen Flugbetriebs gab es in den Jahren 1996 und 2006 noch Tage der offenen Tür, bei denen lediglich Überflüge mit deutschen Tornados stattfanden.

### Williamsville
Williamsville, die für Militärangehörige gebaute Siedlung aus Mehrfamilienhäusern entlang der heutigen Rotkreuzstraße, ist benannt nach First Lieutenant Leland V. Williams, einem US-amerikanischen Luftbrückenpiloten, der 1948 auf dem Weg von Frankfurt nach Berlin im Taunus abstürzte. Die bronzene Gedenktafel zu seinen Ehren wurde vom „Verein Freunde der Stadt Erding“ 2008 erneuert.

### Künftige Nutzung
Ein Teil des Geländes des Fliegerhorsts soll im Rahmen des S-Bahn-Ausbaus zum S-Bahnhof werden. Mit dem so genannten Erdinger Ringschluss soll eine dritte S-Bahn-Linie zum Flughafen München fahren, außerdem durch den Bau der Walpertskirchener Spange ein durchgehender Verkehr von Mühldorf zum Flughafen ermöglicht werden. 
Der ehemalige Flugbetriebsbereich soll als Experimentalgelände der Bundeswehr und für ein zu errichtendes Innovationszentrum der Bundeswehr weiter genutzt werden. Dies wurde erstmals durch den Bundesminister der Verteidigung im Februar 2025 auf der Innovation Night der Münchner Sicherheitskonferenz und am 22. Juli 2025  bei einem Besuch des Innovationslabors System Soldat in Erding verkündet.
Der Freistaat Bayern denkt über die Errichtung eines Innovationscampus (Defense Lab Erding) auf einer Teilfläche nach.
Die Stadt Erding plant eine Wohnbebauung auf einer weiteren Teilfläche des Fliegerhorstgeländes.

## Zwischenfälle
- Am 12. Februar 1969 stürzte eine Nord Noratlas 2501D der Luftwaffe mit dem Luftfahrzeugkennzeichen 52+57 (Werknummer: D066) nach dem Start vom Fliegerhorst Erding in ein Bauernhaus. Von den 13 Insassen kamen 10 ums Leben, ebenso ein Kind im Haus. Unter den Überlebenden waren zwei Mann der Besatzung (LTG 61), der Kommandant und der Navigator. Beim Start herrschte heftiges Schneetreiben (siehe auch Flugunfall von Bockhorn).[4]

## Andere (Mit-)Nutzung

### Zivile Ausbildungswerkstatt
Seit der Gründung der Ausbildungswerkstatt 1960 wird im Fliegerhorst eine duale Ausbildung durchgeführt. Seitdem haben über 1600 Lehrlinge (Stand August 2013) die verschiedenen Berufsausbildungen durchlaufen.
Aktuell werden folgende Berufe ausgebildet:
- Fluggerätemechaniker Fachrichtung Instandsetzungstechnik
- Fluggerätemechaniker Fachrichtung Triebwerkstechnik
- Elektroniker für Geräte und Systeme

Neben den Fertigkeiten wie Planung und Organisation von Arbeiten, Herstellen von Baugruppen und Analyse und Beheben von Störungen sind Sicherheit am Arbeitsplatz und der Umweltschutz im Betrieb Inhalt der Berufsausbildung.
Dabei durchlaufen die Auszubildenden in der (normalerweise) dreieinhalbjährigen Ausbildung nach fundierten Grundbildungen verschiedene Abteilungen und Fachwerkstätten.
In der Berufsgruppe Fluggerätemechaniker werden die Auszubildenden 12 Monate an verschiedenen Typen von Lehrflugzeugen geschult. So stehen u. a. Tornado, Starfighter und ab Herbst 2013 eine BO 105 zur Verfügung. Im Anschluss ist der Auszubildende in der betrieblichen Wartungs- und Instandsetzungsprozess mit eingebunden.
Durch überbetriebliche Ausbildungsabschnitte bei Kooperationspartnern werden betriebsübergreifende Abläufe den Auszubildenden vermittelt.
Im Beruf Elektroniker für Geräte und Systeme erfolgt die Ausbildung überwiegend betragsmäßig. Ein Ausbildungsmeister und Ausbilder betreuen die Auszubildenden in speziellen Fachwerkstätten. Jeder Auszubildende hat dabei seinen eigenen mit Mess- und Prüfgeräten ausgestatteten Arbeitsplatz.
Während der gesamten Ausbildung werden durch Unterrichte und praktische Übungen die Kenntnisse erworben und vertieft.
An die Ausbildungswerkstatt angegliedert war ein Wohnheim, in dem Auszubildenden untergebracht werden können. Die Ausbildung wurde mit dem Wegzug der militärischen Einheiten nach Manching eingestellt.

### Zivile Nutzung

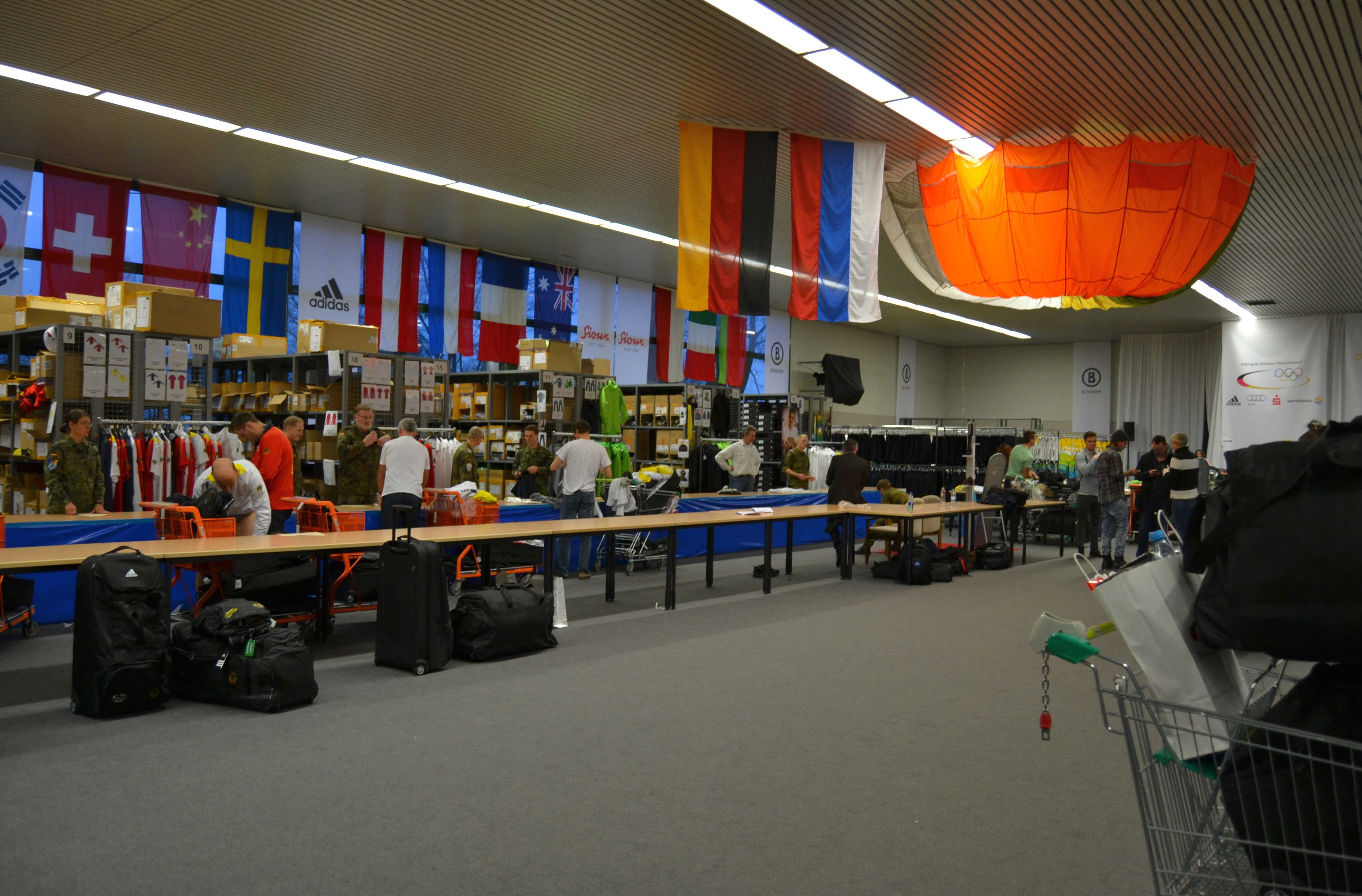
Blick in die Turnhalle während der Einkleidung für die Olympischen Winterspiele 2014.

Seit 1968 ist als ziviler Mitbenutzer der Fliegerclub Erding mit Bundeswehrsportfluggruppe e. V. auf dem Fliegerhorst Erding. Seit der Schließung des Fliegerhorsts erfolgt die Benutzung über eine Außenlandegenehmigung. Die Luftsportvereinigung Albatros e. V. betreibt seit der Öffnung des Flughafens München „Franz Josef Strauß“ ihren Motorsegler auf dem Gelände des ehemaligen Fliegerhorsts Erding als zweiter Verein neben dem Fliegerclub Erding.
In Erding erfolgte mehrfach die Einkleidungen der deutschen Olympioniken für die Olympischen Winterspiele in der Sporthalle des Fliegerhorstes.

### Flüchtlingslager
Seit Ende Oktober 2015 dient ein Teil des Areals des Fliegerhorsts im Rahmen der Flüchtlingskrise unter der Bezeichnung „Warteraum Erding/Camp Shelterschleife“ als Erstaufnahmeeinrichtung für Asylbewerber. Diese werden von dort auf die jeweiligen Bundesländer verteilt. Es ist das zweite Flüchtlingslager dieser Größe in Bayern neben Feldkirchen bei Straubing.  Das Flüchtlingslager wurde über mehrere Jahre im Leerstand erhalten, 2021 wurde die Schließung beschlossen und 2022 endgültig wieder zurückgebaut.

### Motorsport
Am 9. Juni 1985 wurde auf dem Gelände des Fliegerhorstes ein DTM-Flugplatzrennen über 20 Runden à 2,54 km ausgetragen. Zwischen 1978 und 1986 wurde hier die Deutsche Formel-3-Meisterschaft ausgetragen.